# 西鉄ホテルズ
株式会社西鉄ホテルズ（にしてつホテルズ）は、福岡県福岡市中央区に本社を置くホテル運営会社。大手私鉄である西日本鉄道の100%子会社である。「西鉄イン」ブランドで全国に11か所、「西鉄ホテル クルーム」ブランドで2箇所のビジネスホテルと、「西鉄グランドホテル」、「ソラリア西鉄ホテル」ブランド5か所を運営している。また、2021年1月1日に運航終了したレストラン船マリエラを運航していた。

## 概要
株式会社西鉄インとして1999年に西鉄ホテルシステムズの100%子会社として設立された。その後、2009年7月1日に、親会社である西鉄ホテルシステムズが西鉄シティホテルと吸収合併（西鉄ホテルシステムズが消滅会社）され、同時に同社がシティホテル経営に特化、西日本鉄道の100%子会社になるのに伴い、西鉄インも西鉄の100%子会社となった。
そして、2011年9月に開業した「ソラリア西鉄ホテル銀座」で、西鉄イン以外のブランドも扱うことになったことから、同年7月1日を以て社名を西鉄ホテルズに変更した。
2018年10月1日に西鉄シティホテルが西日本鉄道に吸収合併されたことに伴い、同社が運営していたシティホテルの運営を継承した。

## ホテル一覧
- 西鉄イン
  - 関東
    - 西鉄イン新宿（東京都新宿区西新宿7丁目）2005年5月開業
    - 西鉄イン日本橋（東京都中央区日本橋小舟町）2003年4月開業

  - 四国
    - 西鉄イン高知はりまや橋（高知市はりまや町1丁目）国際ホテル高知跡地に2008年6月14日開業

  - 九州
    - 西鉄イン黒崎（北九州市八幡西区黒崎3丁目）2001年10月開業
    - 西鉄イン小倉（北九州市小倉北区米町1丁目）1999年8月開業。2008年4月24日新館オープン
    - 西鉄イン福岡（福岡市中央区天神1丁目）博多東急インが撤退した建物（毎日福岡会館）を改装して2007年7月25日出店
    - 西鉄イン天神（福岡市中央区渡辺通4丁目）1999年4月開業
    - 西鉄リゾートイン別府（大分県別府市北浜2丁目）2003年3月開業

  - 沖縄
    - 西鉄リゾートイン那覇（那覇市久米2丁目）2011年6月4日開業

- ソラリア西鉄ホテル - 韓国・ソウルのソラリア西鉄ホテルソウル明洞とプサンのソラリア西鉄ホテル釜山はNNRホテルズ・インターナショナル・コリアが、バンコクのソラリア西鉄ホテルバンコクはNNR Hotels International(Thailand)が運営の為、非掲載
  - 北海道
    - ソラリア西鉄ホテル札幌（北海道札幌市中央区、2021年2月1日開業）[5]

  - 関東
    - ソラリア西鉄ホテル銀座（東京都中央区銀座・2011年9月22日開業）

  - 近畿
    - ソラリア西鉄ホテル京都プレミア 三条鴨川（京都市中京区木屋町通三条上る・2017年4月29日開業）

  - 九州
    - ソラリア西鉄ホテル福岡（福岡市中央区・1989年5月開業）
    - ソラリア西鉄ホテル鹿児島（鹿児島県鹿児島市・2012年5月17日開業）

- 西鉄ホテル クルーム
  - 西鉄ホテル クルーム博多（旧西鉄イン博多、福岡市博多区博多駅前1丁目）2006年2月開業、2016年1月6日にリブランド[6]。
  - 西鉄ホテル クルーム名古屋（愛知県名古屋市中区錦3丁目4-3） - クルームブランドの2号店として、2019年1月30日開業。
  - 西鉄ホテル クルーム博多祇園 櫛田神社前（福岡市博多区祇園町） - 2023年4月12日開業。
- 西鉄グランドホテル（福岡市中央区・1969年4月21日開業）

### 新規開業（予定）
- ソラリア西鉄ホテル
  - 日本
    - ソラリア西鉄ホテル大阪本町（仮称） - 大成建設が北御堂の真横に開発する「（仮称）本町四丁目プロジェクト」の中層棟のホテル部分を賃借し2026年冬開業予定[7]。関西では2件目のソラリアブランドとなる。
    - ソラリア西鉄ホテル福岡エアポート（仮称） - 福岡空港の国内線地区に2027年夏頃開業予定の複合施設の5階から11階を賃借し出店予定。福岡では2軒目のソラリア西鉄ホテルブランドとなる[8]。西鉄グループとして初めての空港直結型ホテルとなる。

  - 海外
    - ソラリア西鉄ホテル台北西門（仮称） - 2023年夏開業予定
- 西鉄ホテル クルーム
  - 海外
    - 西鉄ホテル クルームバンコクシーロム - 2026年度冬開業予定、海外では初の西鉄ホテル クルームブランドとなる。

### 閉業したホテル
- 西鉄イン心斎橋（大阪市中央区西心斎橋1丁目）2021年3月閉業[9]
- 西鉄イン蒲田（東京都大田区西蒲田7丁目）2009年5月開業、2022年1月31日閉館[10]
- 西鉄イン名古屋錦（愛知県名古屋市中区錦2丁目10-12）2010年12月18日開業、2022年1月31日閉館[10]

### ギャラリー

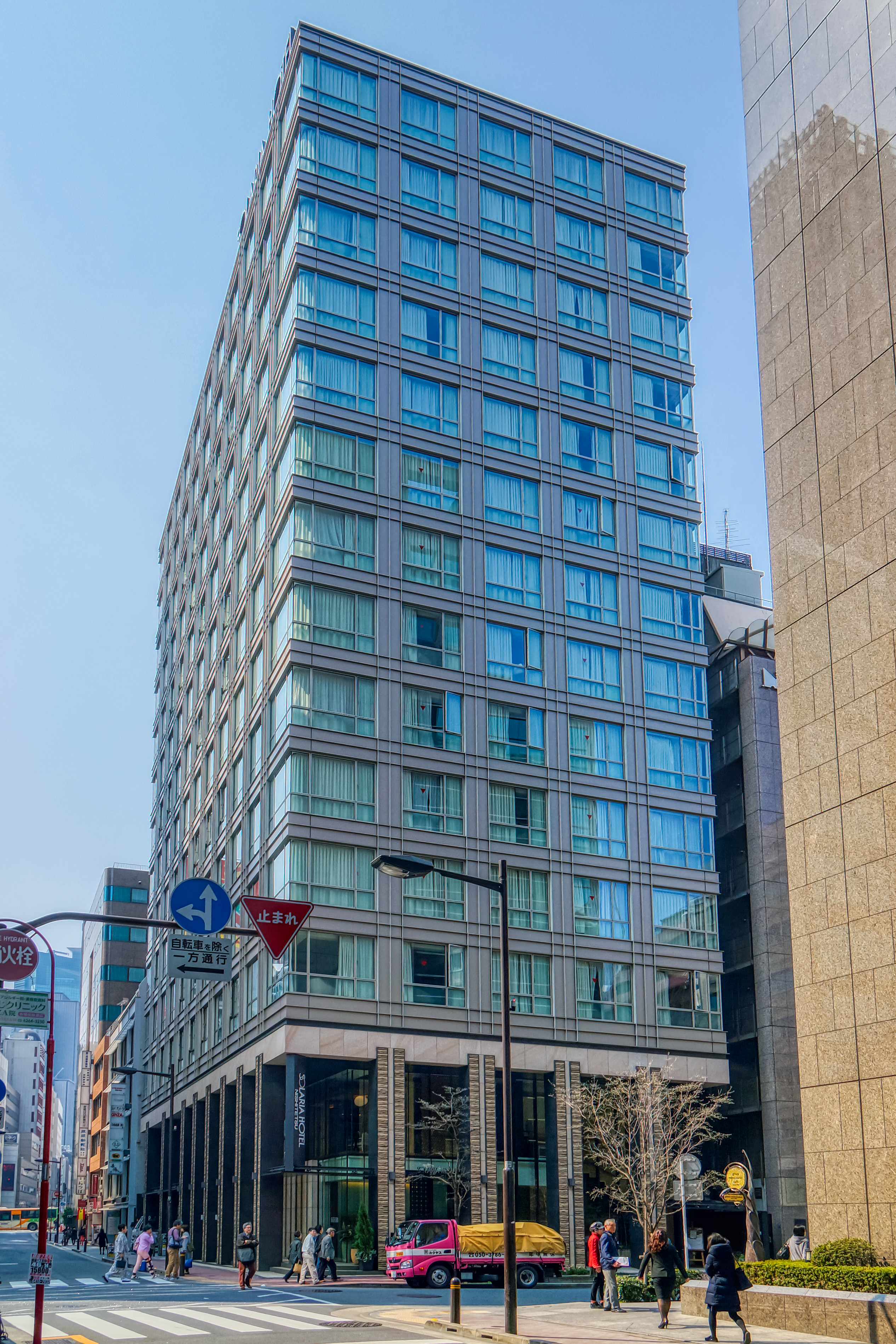
ソラリア西鉄ホテル銀座
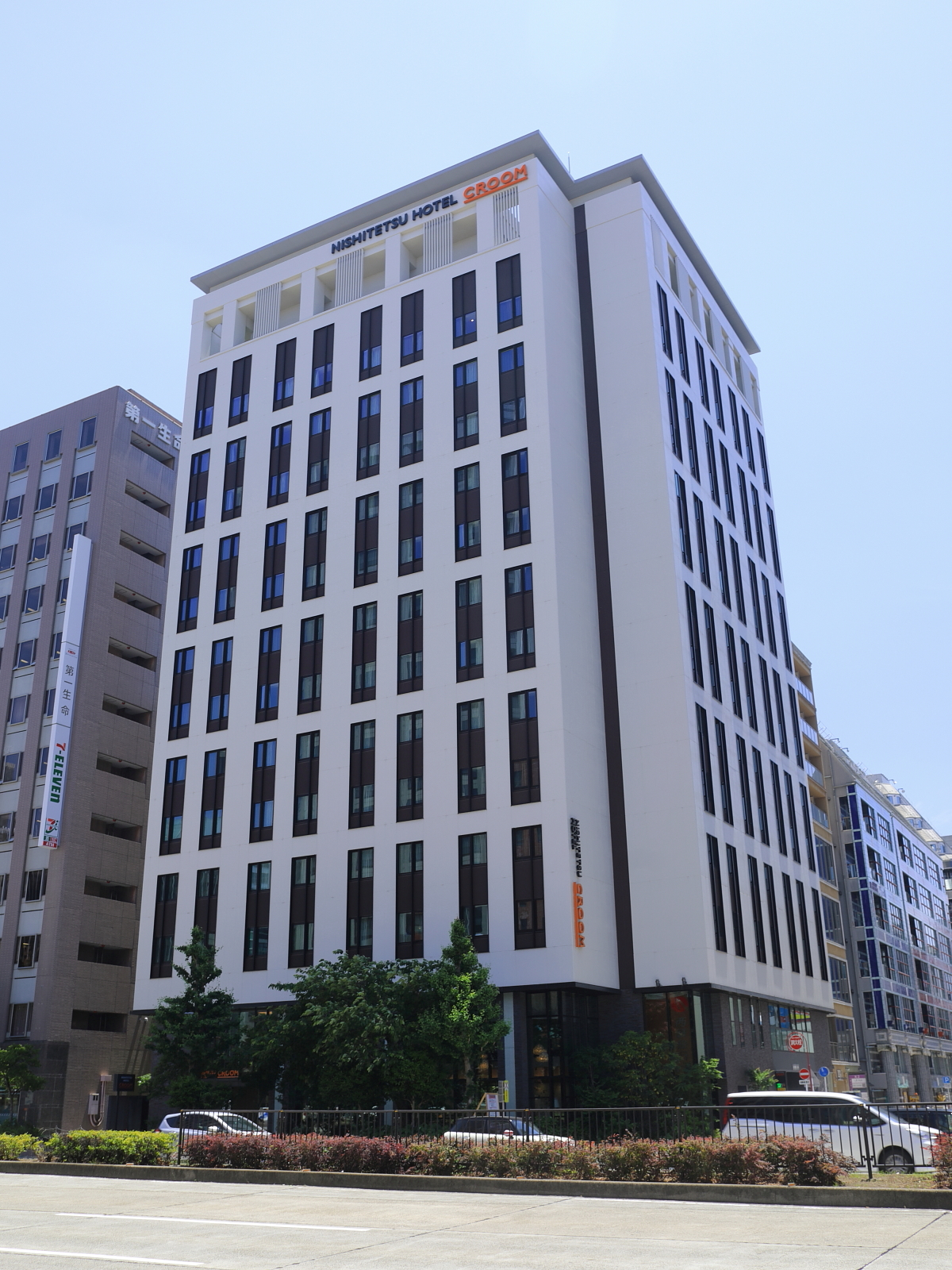
西鉄ホテルクルーム名古屋
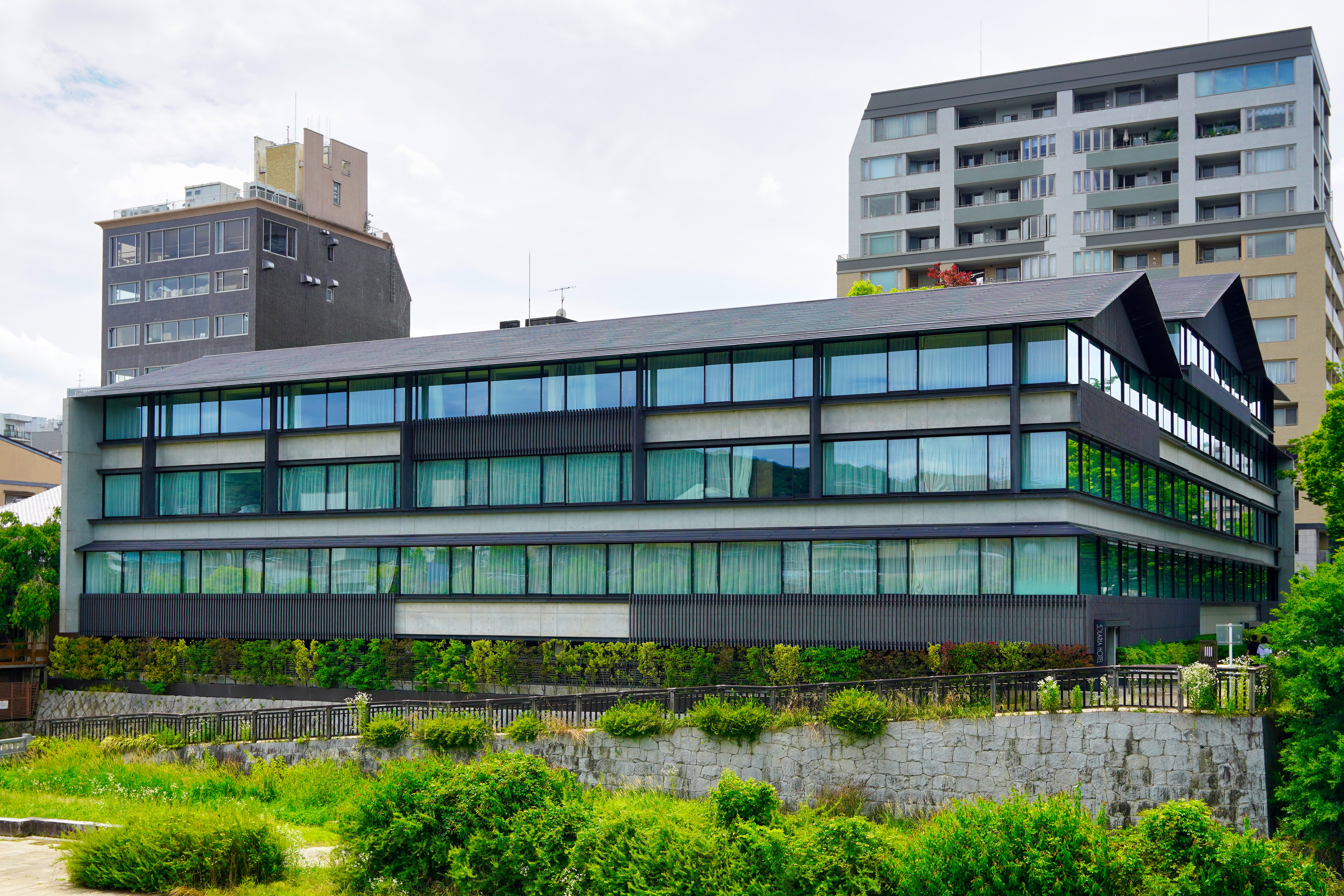
ソラリア西鉄ホテル京都プレミア三条鴨川
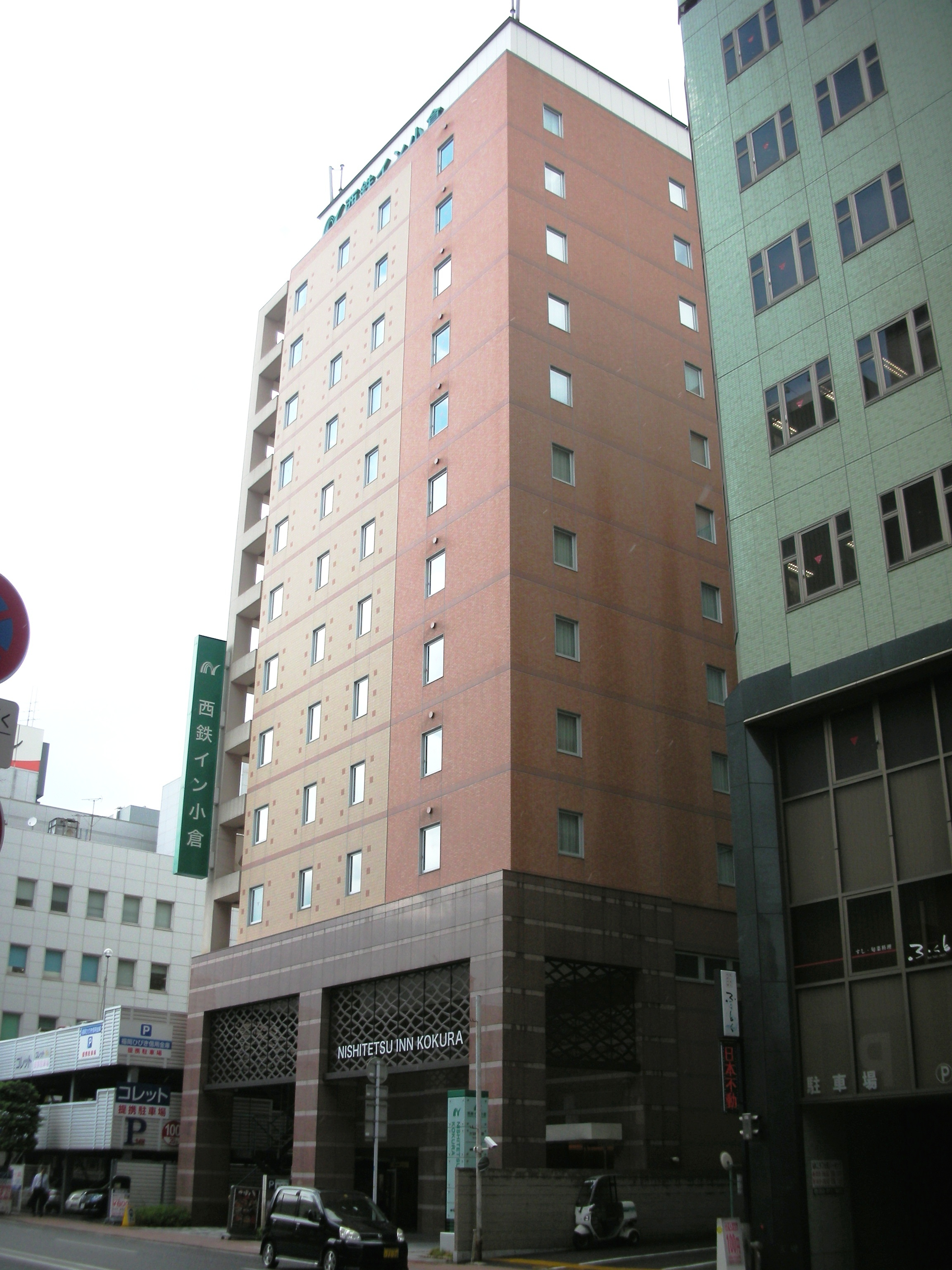
西鉄イン小倉（新館）
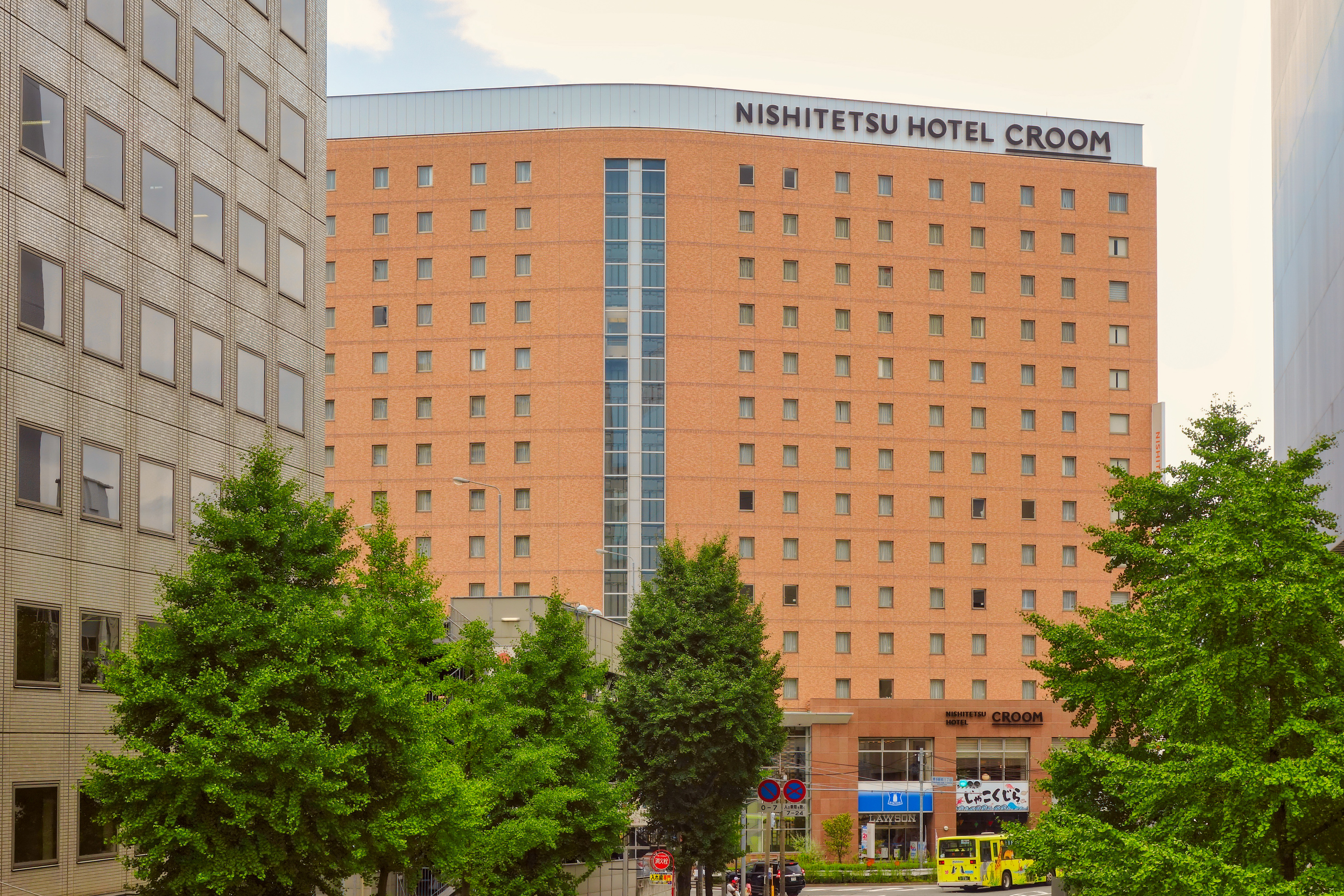
西鉄ホテルクルーム博多
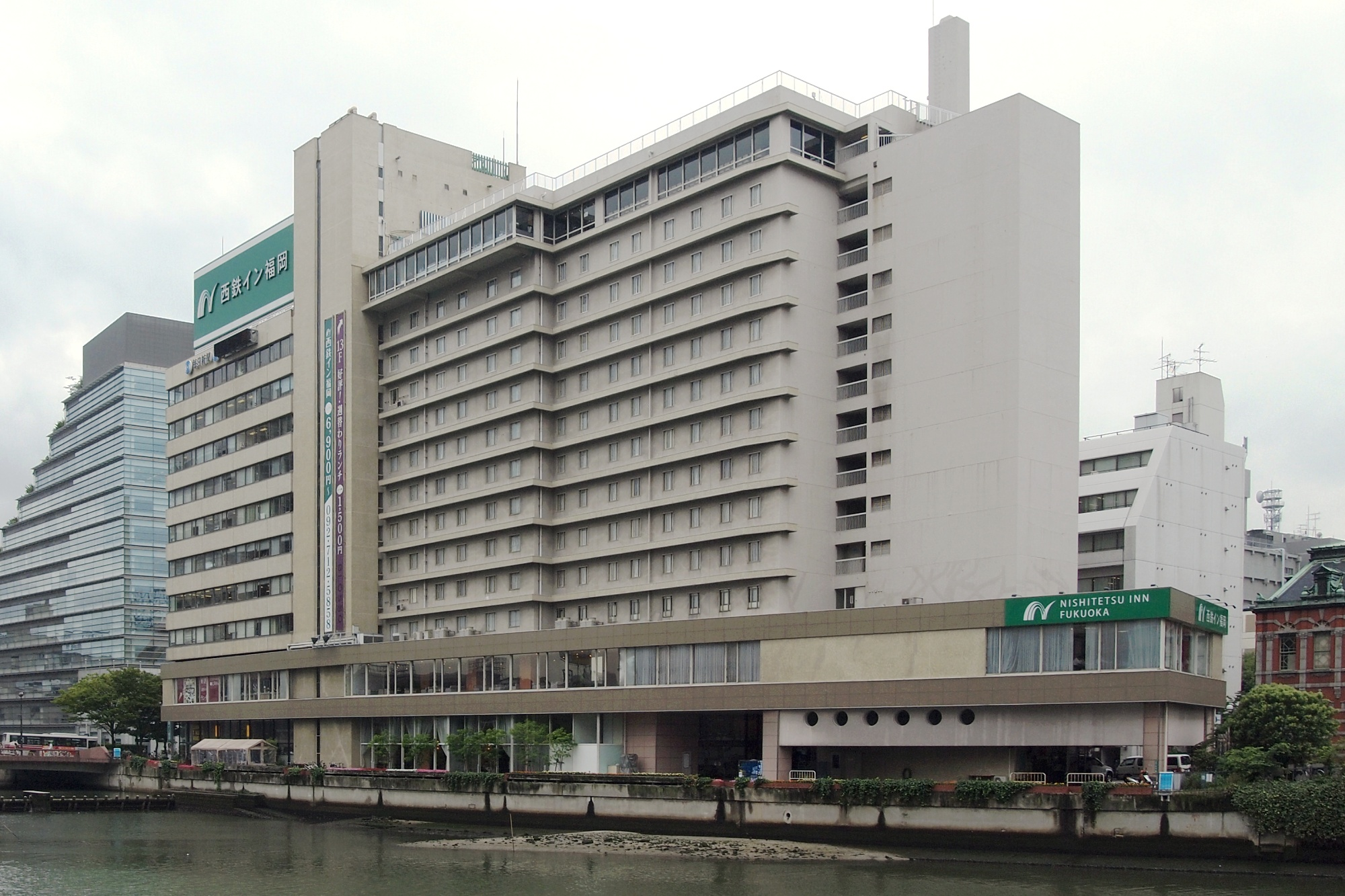
西鉄イン福岡
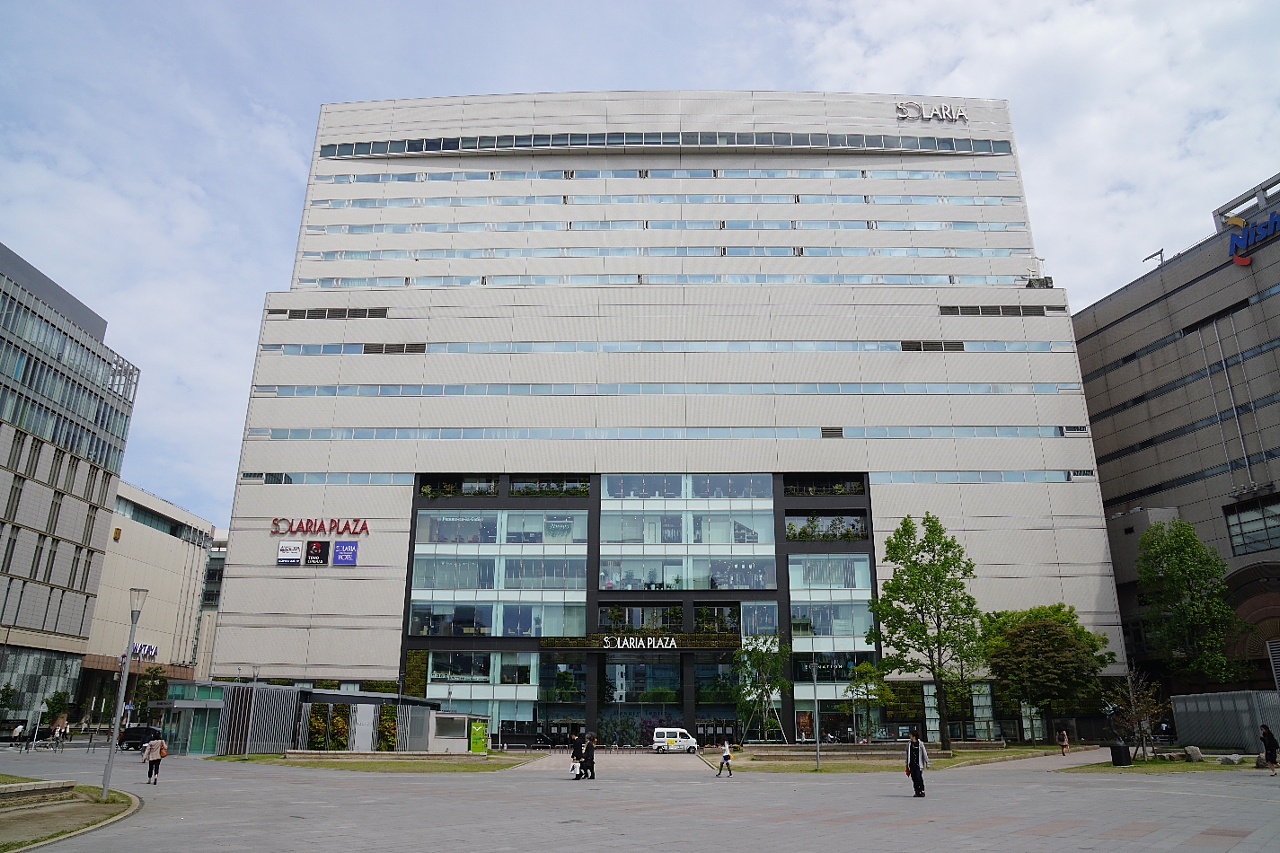
ソラリア西鉄ホテル福岡
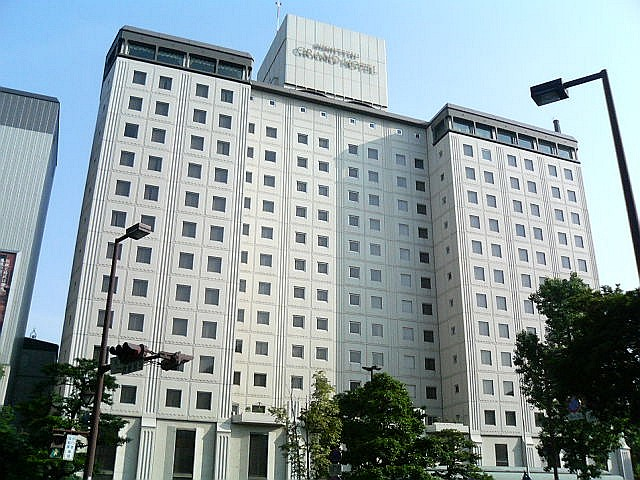
西鉄グランドホテル
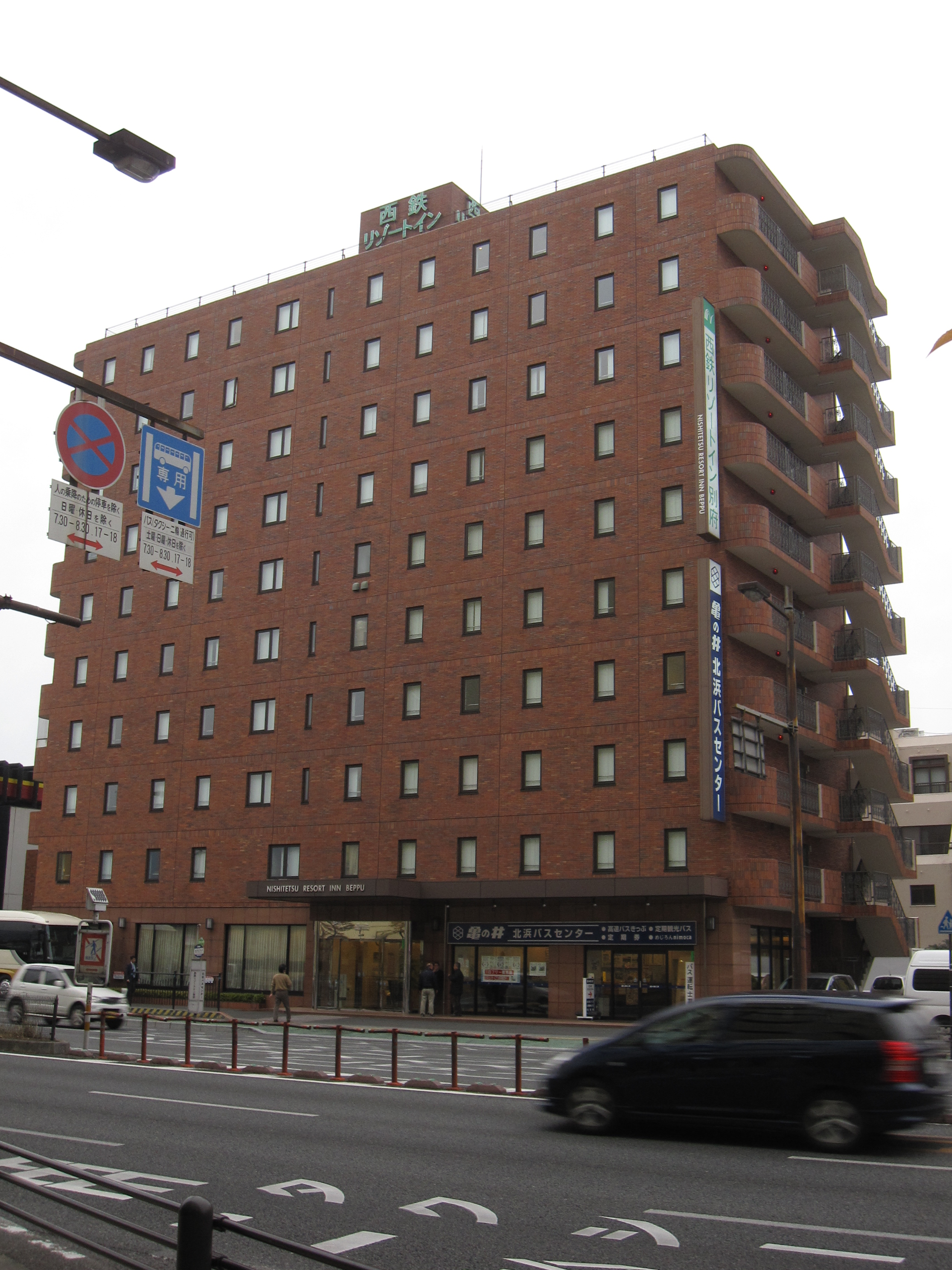
西鉄リゾートイン別府
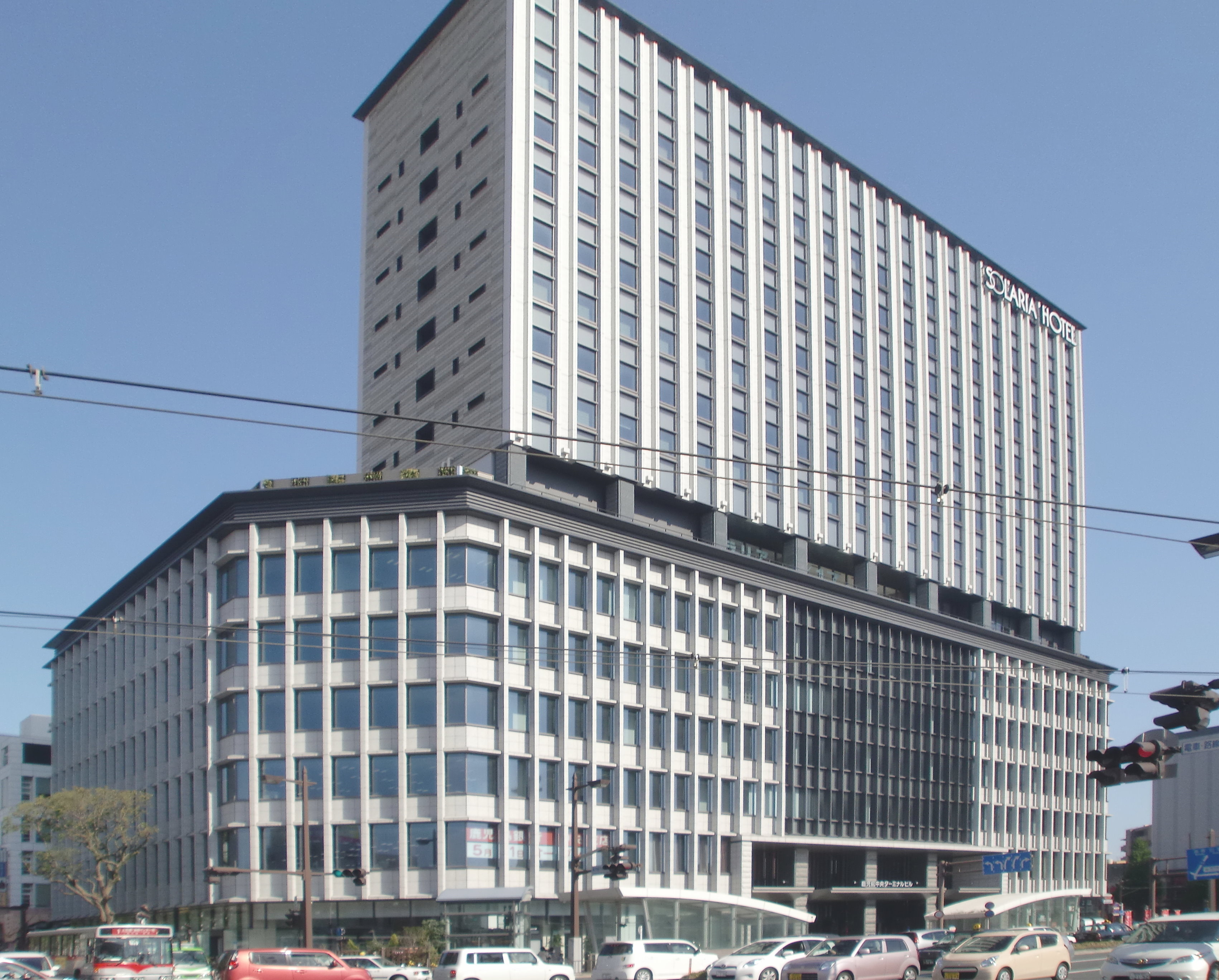
ソラリア西鉄ホテル鹿児島
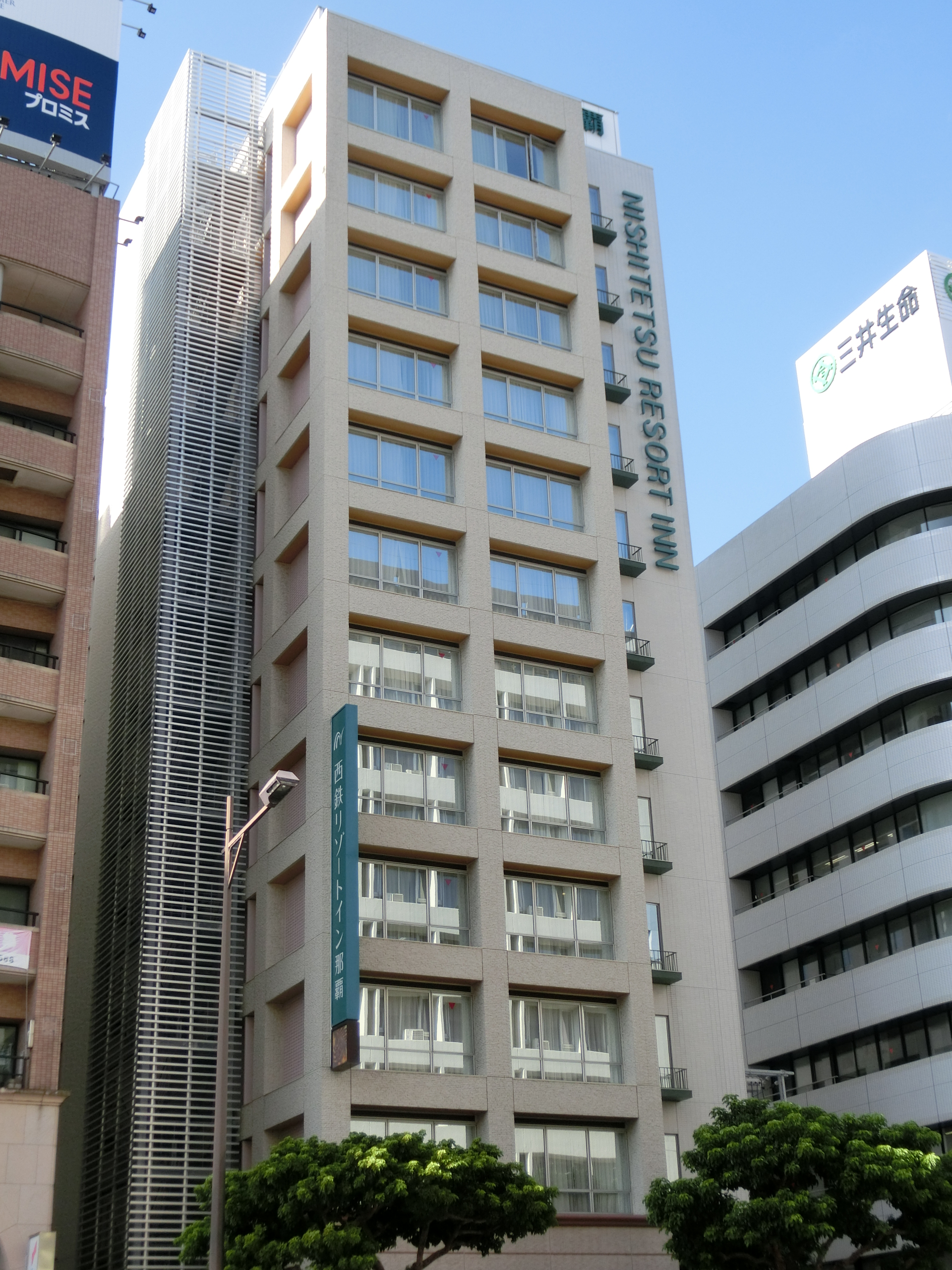
西鉄リゾートイン那覇
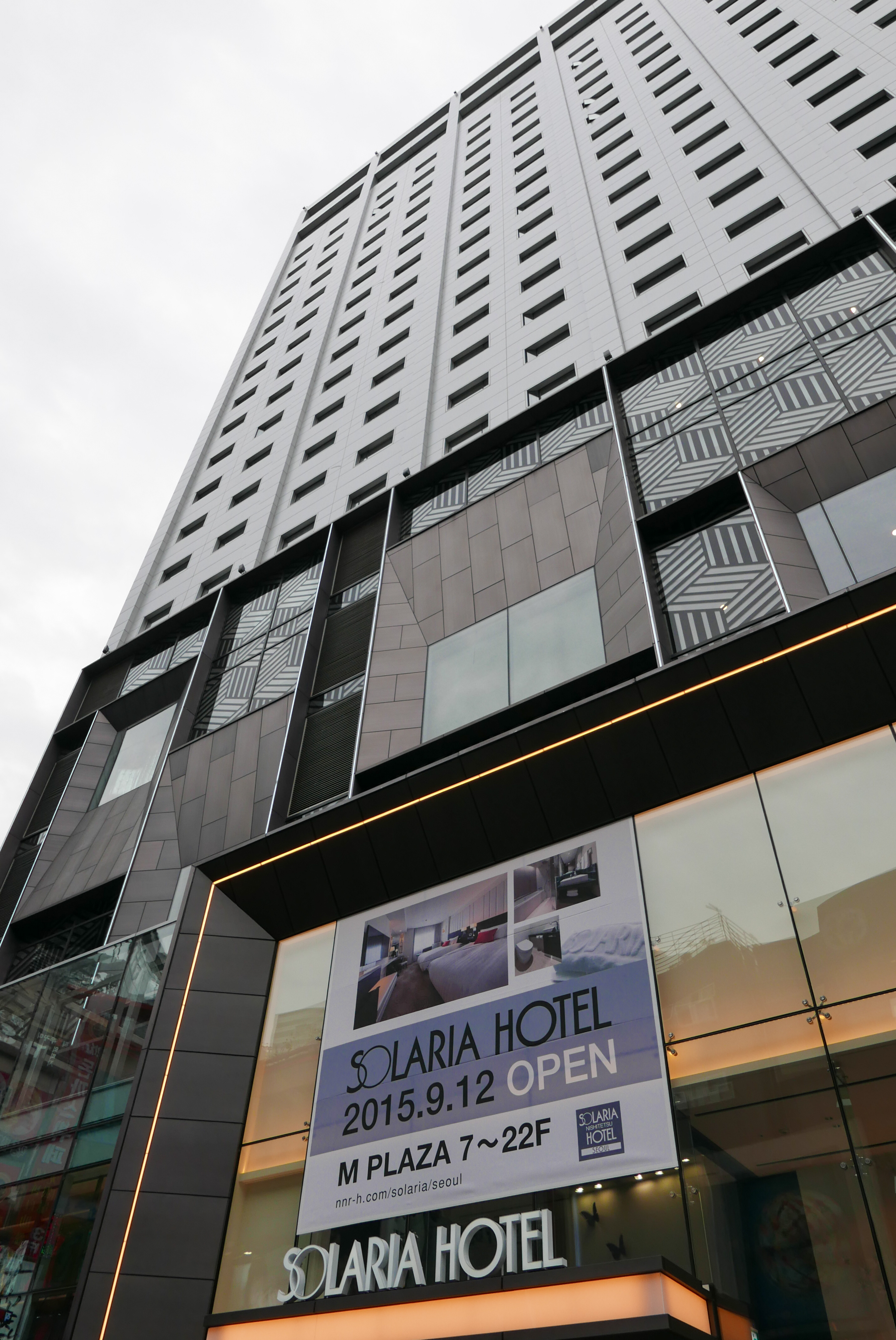
ソラリア西鉄ホテルソウル明洞（西鉄子会社のNNRホテルズコリアが運営）
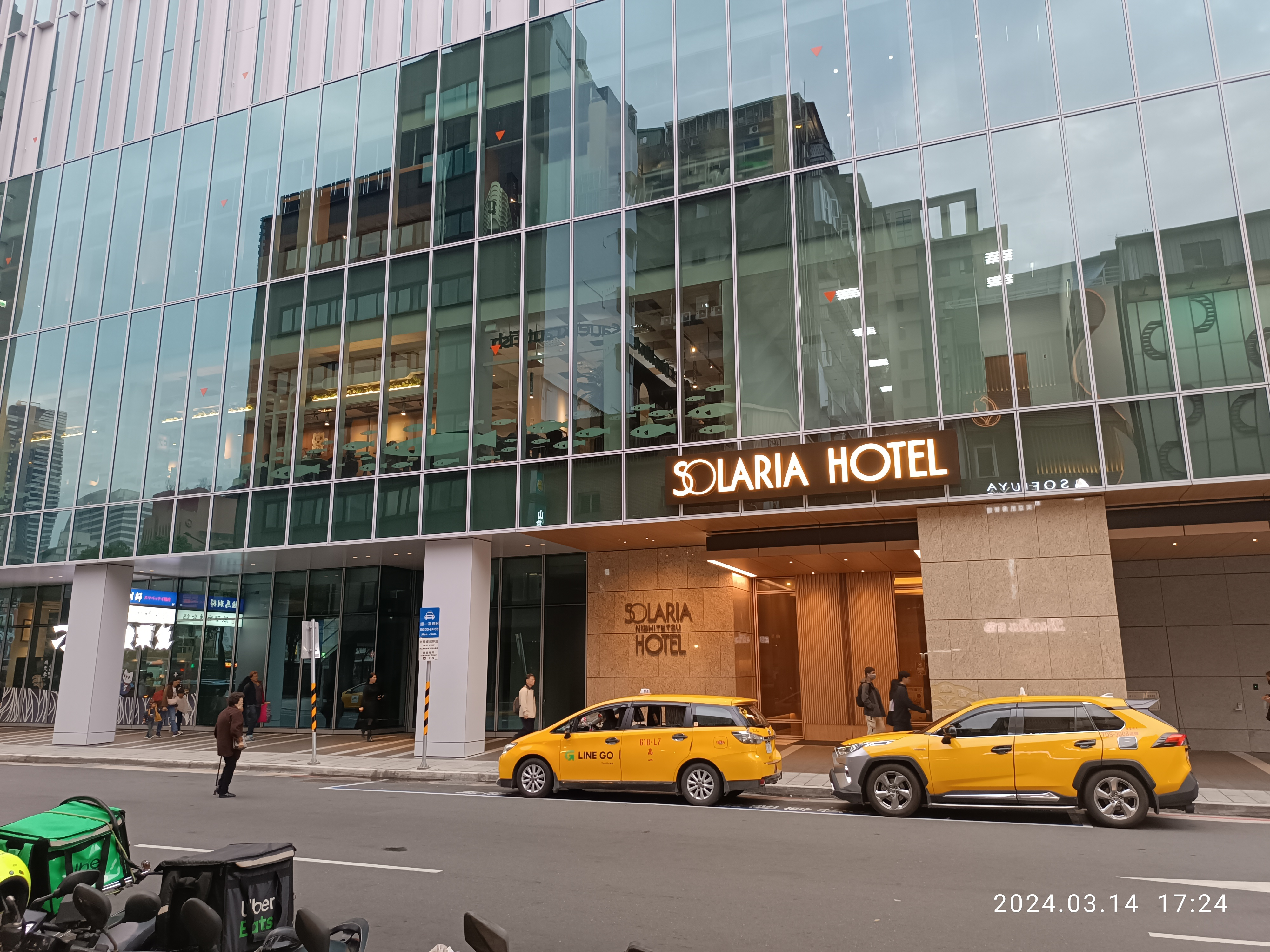
ソラリア西鉄ホテル台北西門（西鉄子会社のNNRホテルズ台湾が運営）

## 私鉄系宿泊特化型ホテルチェーンとの連携
2008年10月1日から、京急EXイン・名鉄インと、広範囲の業務提携を開始し、ネットワークの拡大を図った。更に、2009年8月1日からは静岡鉄道系列の静鉄ホテルプレジオが加わることになり、同ネットワークは「Rail Innネットワーク」と名付けられた。更に2010年12月からは、富山地方鉄道の子会社である富山地鉄ホテルも加わった。ところが業務提携による相乗効果が当初予測したほど高まらなかったことから、2016年3月31日をもってネットワークは解散となり、同日をもって連携ポイントサービスも終了となった。

## 東急との提携
2023年9月15日に、東急が運営する定額制回遊型宿泊サービス「TsugiTsugi」と提携を開始した。これにより、同サービスの利用者はこれまでの東急ホテルズ（東急ホテルズ&リゾーツ運営）及び一部外部提携ホテルに加え、西鉄ホテルズのホテルも利用できるようになった。